# 金剛口龍屬
金剛口龍屬（學名：Chingkankousaurus）是獸腳亞目恐龍的一屬，化石是一些骨骼碎片化石（編號IVPP V636），這些化石發現於中國山東省的王氏群，年代為上白堊紀。其名字是取自其發現地的金剛口村。目前只有惟一種，模式種破碎金剛口龍（C. fragilis）。

## 化石及分類
在1958年，楊鍾健根據一個肩胛骨命名金剛口龍，他指出這骨頭基本上類似異特龍的肩胛骨，但較小。於1990年，R.E. Molnar等人指出這肩胛骨其實是屬於暴龍科恐龍。但是這片一直被認為是肩胛骨的骨頭，其實是一根肋骨。在2001年，丹尼爾·舒爾（Daniel Chure）將這根骨頭編入虛骨龍類中。近年另有研究人員將牠們歸類於暴龍超科。目前大部份古生物學家都認為這些化石缺少可見定特徵，而只能確認是獸腳亞目的分類未定屬，狀態為疑名。

## 外部連結
- 恐龍博物館—金剛口龍